# Souain-Perthes-lès-Hurlus
Souain-Perthes-lès-Hurlus è un comune francese di 213 abitanti situato nel dipartimento della Marna nella regione del Grand Est.

## Società

### Evoluzione demografica
Abitanti censiti